# Korkstein (Baustoff)
Korkstein ist ein aus Kork, Tonerden und Luftkalk hergestellter Baustoff, aus dem Anfang des 20. Jahrhunderts beispielsweise leichte Trennungswände, gewichtsmäßig unbelastete Gewölbe oder abgehängte Decken produziert wurden. Das Material diente auch zur Kälte- oder Wärmedämmung etwa von Fußböden, Kellerwänden, Fensterbrüstungen oder Eiskellern. Auch in der Bauwerksabdichtung zum Schutz gegen Feuchtigkeit kam es zum Einsatz. Der Baustoff wurde in den 1880er Jahren von der Firma Grünzweig & Hartmann in Ludwigshafen erfunden und patentiert.

## Herstellung und Eigenschaften
Korkstein wurde aus einem Gemenge von bohnen- oder erbsengroß zerkleinerten Korkabfällen, Ton und Luftkalk zusammengerührt, dann in Formen gepresst und schließlich bei einer Temperatur von rund 120–150° getrocknet. Das so hergestellte Material ist sehr porös, hat ein spezifisches Gewicht von 0,8, ist nahezu unbrennbar und hat eine nur geringe Wärmeleitfähigkeit.

## Korkisolit
Ähnlich wie Korkstein wurde auch Korkisolit aus Kork und Ton produziert. Zur Temperaturdämmung wurde Korkisolit jedoch auch beim Bau von Tropenhäusern angewendet, zur Verkleidung von Eisenkonstruktionen, Dampfkesseln, Dampfleitungen und anderen hitzeabstrahlenden oder wärmeleitenden Gegenständen.